# Deacon Sharpe
Deacon Sharpe is een personage uit de Amerikaanse soapserie The Bold and the Beautiful (in Vlaanderen uitgezonden onder de titel Mooi en Meedogenloos). Het personage wordt gespeeld door Sean Kanan en is te zien in de periodes 2000–2005, 2009–2012, 2014–2017 en 2021 tot het heden.

## Personage
Deacon maakte in 2000 zijn opwachting in de serie. Hij trouwde in 2001 met Bridget Forrester, maar maakte Bridgets moeder Brooke Logan zwanger na een onenightstand zwanger. Daaruit werd Hope Logan geboren. Brooke hield Hope lange tijd weg van Deacon toen hij voor het eerst de gevangenis in moest. In 2003 was hij getrouwd met Macy en in 2015 trouwde hij met Quinn Fuller. Deacon ging in 2017 weer de gevangenis in; de brieven die Hope hem schreef gaven hem de kracht om zijn leven te beteren.

### Hope en Sheila
In 2021 kwam Deacon weer vrij en besloot hij het contact met Hope te herstellen en Brooke weer voor zich te winnen; Brookes echtgenoot Ridge Forrester maakte hier bezwaar tegen. Sheila Carter, de biologische moeder van Steffy Forrester's echtgenoot John 'Finn' Finnegan, worstelde met hetzelfde probleem vanwege de vele streken die zij in het verleden had uitgehaald. Op een avond in Il Gardino raakte Deacon in gesprek met Sheila die hem probeerde aan te moedigen om samen een vuist te maken tegen de Forresters. Waar Sheila zich moest behelpen met een kerstbezoekje aan haar kleinzoon Hayes sloeg Deacon er wel in om zijn doelen te bewerkstelligen. Op oudejaarsavond, toen Ridge in het buitenland zat, zoende Deacon met Brooke die in haar drankverslaving was teruggevallen; dat laatste kwam omdat Sheila een wisseltruc had uitgehaald met de fles alcoholvrije champagne die Brooke had besteld. Ondertussen was Deacon bij Il Gardino gaan werken. Op een avond bij het vuil buitenzetten trof Deacon de neergeschoten Finn en Steffy aan. Beiden overleefden het, maar van Finn werd aangenomen dat hij zou zijn overleden ware het niet dood dat diens biologische moeder Li hem uit het ziekenhuis had weggesmokkeld om hem in leven te kunnen houden. Deacon had Sheila nog ingelicht over de dood van haar zoon, maar later bleek zij zelf de dader te zijn. Sheila werd gearresteerd, maar ontsnapte en werd volgens de politie met huid en haar verslonden door een beer; slechts een middelste teen resteerde. Sheila bleek uiteindelijk haar dood in scene te hebben gezet en zocht een schuilplek dichtbij haar zoon; die vond ze bij Deacon door zich te vermommen. Deacon was in eerste instantie terughoudend, maar door de politie te bellen zou hij zichzelf ook in de problemen brengen en uiteindelijk raakte hij gewend aan het gezelschap van de nu negentenige Sheila. Toch moest Deacon haar wegsturen toen de waarheid over haar dood aan het licht kwam. Zelf stapte hij op het vliegtuig naar Italië om geld in te zamelen voor de overname van Il Gardino. Sheila kwam later terug met het verrassende nieuws dat ze een relatie had met Bill Spencer jr.. Deacon weigerde te geloven dat Sheila voor Bill hetzelfde voelde als voor hem en kreeg gelijk; Bill had in het geheim een plan opgezet met Ridge om Sheila voorgoed achter de tralies te krijgen. Deacon kreeg bezoek van Bill en Ridge; zij waren op de hoogte van zijn geheime relatie met Sheila en stelden hem voor de keuze; "of je blijft pizza's bakken, of je gaat de bak in."
Deacon koos voor het eerste, maar Sheila nam hem niks kwalijk toen ze werd gearresteerd en waardeerde zijn bezoekjes. Groots was zijn verrassing toen Sheila een paar maanden later bij hem aanklopte met het nieuws dat ze was vrijgesproken wegens onrechtmatig verkregen bewijs.